# ميغيل كيروغا
ميغيل كيروغا (بالإسبانية: Miguel Quiroga)‏ هو لاعب كرة قدم بوليفي في مركز الوسط، ولد في 15 سبتمبر 1991 في لاباز في بوليفيا. لعب مع ناسيونال بوتوسي.

## وصلات خارجية
- ميغيل كيروغا على موقع قاعدة بيانات كرة القدم.إي يو (الإنجليزية)
- ميغيل كيروغا على موقع AS.com (الإسبانية)